# Karolis Uzėla
Karolis Uzėla (11 marzo 2000) è un calciatore lituano, centrocampista del e della nazionale lituana.

## Carriera

### Club
Cresciuto nel settore giovanile dello Žalgiris, ha esordito in prima squadra il 3 maggio 2017 disputando l'incontro di A lyga vinto 4-1 contro lo Stumbras.
Il 17 agosto 2018 viene ceduto in prestito alla SPAL, dove gioca principalmente con la formazione Primavera. Terminato il prestito, fa rientro allo Žalgiris.

### Nazionale
Ha giocato nelle nazionali giovanili lituane Under-17, Under-19 ed Under-21.
Il 2 settembre 2021 ha esordito con la nazionale maggiore lituana giocando l'incontro perso 1-4 contro l'Irlanda del Nord, valido per le qualificazioni al campionato mondiale di calcio 2022.

## Statistiche

### Presenze e reti nei club
Statistiche aggiornate al 31 gennaio 2022.
| Stagione        | Squadra         | Campionato      | Campionato | Campionato | Coppe nazionali | Coppe nazionali | Coppe nazionali | Coppe continentali | Coppe continentali | Coppe continentali | Altre coppe | Altre coppe | Altre coppe | Totale | Totale |
| Stagione        | Squadra         | Comp            | Pres       | Reti       | Comp            | Pres            | Reti            | Comp               | Pres               | Reti               | Comp        | Pres        | Reti        | Pres   | Reti   |
| --------------- | --------------- | --------------- | ---------- | ---------- | --------------- | --------------- | --------------- | ------------------ | ------------------ | ------------------ | ----------- | ----------- | ----------- | ------ | ------ |
| 2017            | Žalgiris        | A               | 3          | 0          | CL              | 1               | 2               | UCL                | 0                  | 0                  | SL          | 0           | 0           | 4      | 2      |
| 2018            | Žalgiris        | A               | 5          | 0          | CL              | 1               | 0               | UEL                | 0                  | 0                  |             | -           | -           | 6      | 0      |
| 2018-2019       | SPAL            | A               | 0          | 0          | CI              | 0               | 0               |                    | -                  | -                  |             | -           | -           | 0      | 0      |
| 2019            | Žalgiris        | A               | 11         | 1          | CL              | 2               | 1               | UEL                | 1                  | 1                  | SL          | 0           | 0           | 14     | 3      |
| 2020            | Žalgiris        | A               | 11         | 0          | CL              | 1               | 0               | UEL                | 0                  | 0                  | SL          | 1           | 0           | 13     | 0      |
| 2021            | Žalgiris        | A               | 24         | 5          | CL              | 3               | 0               | UCL+UEL+UECL       | 3+2                | 0                  | SL          | 1           | 0           | 35     | 5      |
| Totale Žalgiris | Totale Žalgiris | Totale Žalgiris | 54         | 6          |                 | 8               | 3               |                    | 8                  | 1                  |             | 2           | 0           | 72     | 10     |
| 2022            | RFS Riga        | VL              | 0          | 0          | CL              | 0               | 0               |                    | -                  | -                  |             | -           | -           | 0      | 0      |
| Totale carriera | Totale carriera | Totale carriera | 54         | 6          |                 | 8               | 3               |                    | 8                  | 1                  |             | 2           | 0           | 72     | 10     |

### Cronologia presenze e reti in nazionale
| Cronologia completa delle presenze e delle reti in nazionale ― Lituania | Cronologia completa delle presenze e delle reti in nazionale ― Lituania | Cronologia completa delle presenze e delle reti in nazionale ― Lituania | Cronologia completa delle presenze e delle reti in nazionale ― Lituania | Cronologia completa delle presenze e delle reti in nazionale ― Lituania | Cronologia completa delle presenze e delle reti in nazionale ― Lituania | Cronologia completa delle presenze e delle reti in nazionale ― Lituania | Cronologia completa delle presenze e delle reti in nazionale ― Lituania |
| Data                                                                    | Città                                                                   | In casa                                                                 | Risultato                                                               | Ospiti                                                                  | Competizione                                                            | Reti                                                                    | Note                                                                    |
| ----------------------------------------------------------------------- | ----------------------------------------------------------------------- | ----------------------------------------------------------------------- | ----------------------------------------------------------------------- | ----------------------------------------------------------------------- | ----------------------------------------------------------------------- | ----------------------------------------------------------------------- | ----------------------------------------------------------------------- |
| 2-9-2021                                                                | Vilnius                                                                 | Lituania                                                                | 1 – 4                                                                   | Irlanda del Nord                                                        | Qual. Mondiali 2022                                                     | -                                                                       | 80’                                                                     |
| 8-9-2021                                                                | Reggio Emilia                                                           | Italia                                                                  | 5 – 0                                                                   | Lituania                                                                | Qual. Mondiali 2022                                                     | -                                                                       | 73’                                                                     |
| 14-6-2022                                                               | Smirne                                                                  | Turchia                                                                 | 2 – 0                                                                   | Lituania                                                                | UEFA Nations League 2022-2023 - 1º turno                                | -                                                                       |                                                                         |
| 20-6-2023                                                               | Budapest                                                                | Ungheria                                                                | 2 – 0                                                                   | Lituania                                                                | Qual. Euro 2024                                                         | -                                                                       | 39’ 46’                                                                 |
| Totale                                                                  |                                                                         | Presenze                                                                | 4                                                                       |                                                                         | Reti                                                                    | 0                                                                       |                                                                         |

## Palmarès

### Club

#### Competizioni nazionali
- Supercoppa di Lituania: 2

Žalgiris: 2017, 2020
- Campionato lituano: 2

Žalgiris: 2020, 2021
- Coppa di Lituania: 1

Žalgiris: 2021